# Kirkbridea
Kirkbridea es un género  de plantas fanerógamas pertenecientes a la familia Melastomataceae. Comprende 2 especies descritas.

## Taxonomía
El género fue descrito por John Julius Wurdack y publicado en Brittonia 28(1): 141–143, f. 1. 1976. La especie tipo es: Kirkbridea tetramera Wurdack

## Especies
- Kirkbridea pentamera Wurdack
- Kirkbridea tetramera Wurdack